# Тиберий Емилий Мамерк (консул 470 пр.н.е.)
 Тази статия е за консула от 470 пр.н.е..  За консула от 339 пр.н.е. вижте Тиберий Емилий Мамерцин.  
Тиберий Емилий Мамерк (на латински: Tiberius Aemilius Mamercus) e политик на ранната Римска република.
Мамерк произлиза от клон Мамерк на патрицианската фамилия Емилии. Той е син на Луций Емилий Мамерк (консул 484, 478 и 473 пр.н.е.).
През 470 пр.н.е. Тиберий Емилий Мамерк е консул с Луций Валерий Поцит Публикола. През 467 пр.н.е. той е консул за втори път с Квинт Фабий Вибулан.